# Chaparro de la Vega
El chaparro de la Vega (36°57′28″N 5°25′36.3″O / 36.95778, -5.426750) es un ejemplar de encina (Quercus ilex L. subsp. ballota), a las que en la zona llaman chaparro, de más de 600 años y de grandes dimensiones (13 m de altura y 30 de diámetro de copa arbórea), situado  en el municipio de Coripe (provincia de Sevilla, España), en el entorno de la Sierra Sur de Sevilla (ver primera imagen a la derecha).
Su fauna es de hoja perenne y caduca, con encinas, olivos silvestres, lentiscos, arbustos de tomillo y romero. Se le atribuye entre 200 y 400 años de edad.
El 23 de noviembre de 2001 fue declarado monumento natural por la Junta de Andalucía

## Localización
El acceso se realiza desde la nunca utilizada estación de ferrocarril de Coripe, situada en la carretera entre dicho pueblo y Algodonales, que constituye uno de los puntos de entrada a la Vía Verde de la Sierra que transcurre desde Puerto Serrano hasta Olvera. En la estación hay que avanzar en dirección oeste hacia Puerto Serrano durante aproximadamente 1 km hasta llegar a la entrada al primer puente de la antigua vía, punto en el que sale a la izquierda una pista de 2 km que llega al Chaparro de la Vega, junto al río Guadalporcún.
Durante el segundo domingo de mayo tiene lugar la Romería de la Virgen de Fátima, en la que la imagen de la virgen es acompañada por carretas y romeros hasta el entorno del Chaparro de la Vega.

## Galería
|                     |
| Chaparro de la Vega |

|                 |
| Zona recreativa |

|         |
| Detalle |